# هجوم القلمون (مايو–يونيو 2015)
هجوم القلمون هو هجوم بقيادة حزب الله اللبناني المدعوم من قبل الجيش السوري خلال الحرب الأهلية السورية، ضد جبهة النصرة وقوات المعارضة السورية المتحصنة في جبال القلمون.

## خلفية الأحداث
في منتصف نوفمبر 2013، شن الجيش السوري بدعم من حزب الله هجومًا على جبال القلمون التي كانت تسيطر عليها الفصائل المتمردة بهدف قطع خطوط إمدادهم إلى دمشق عبر لبنان. كانت قوات المتمردين تستخدم هذه المنطقة الاستراتيجية كقاعدة خلفية لتنفيذ عملياتها في محيط العاصمة دمشق، وقادت جبهة النصرة المعركة من جانب المتمردين. بحلول أواخر أبريل 2014، تمكن الجيش السوري من السيطرة على آخر معقل رئيسي للمتمردين في المنطقة، مما أتاح له تأمين جميع المدن في القلمون. ومع ذلك، تراجع حوالي 3000 مقاتل من المتمردين إلى الجبال وواصلوا شن هجمات كر وفر.
من يونيو إلى أغسطس 2014، شن الجيش السوري هجومًا جديدًا ضد المتمردين المتبقين في المنطقة، مما أدى إلى حصارهم. وعلى مدار الأشهر التالية، حافظت كل من جبهة النصرة وتنظيم الدولة الإسلامية في العراق والشام على وجودها في التضاريس الوعرة للقلمون. اندمج أكثر من 20 فصيلًا من الجيش السوري الحر في مجموعة حملت اسم "تجمع القلمون الغربي"، بينما بحلول نهاية العام، شكلت ستة ألوية من الجيش السوري الحر في القلمون الشرقي "مجلس شورى المجاهدين". في الوقت نفسه، أدى وصول قوة استكشافية تابعة لتنظيم الدولة الإسلامية إلى موجة من الانشقاقات في صفوف الجيش السوري الحر، حيث انضم مئات المقاتلين إلى التنظيم، مما عزز من وجود الدولة الإسلامية في المنطقة ليصل إلى حوالي 1000 مقاتل. كما احتفظت جبهة النصرة بنحو 600 مسلح في المناطق الشرقية من القلمون، وشكلت تحالفًا مع تنظيم الدولة الإسلامية في المنطقة.